# Révolution de l'information
Le terme révolution de l'information décrit les tendances économiques, sociales et technologiques actuelles au-delà de la révolution industrielle.
Beaucoup de termes concurrents ont été proposés qui se concentrent sur différents aspects de ce développement sociétal. Dans son ouvrage de 1939, The Social Function of Science, le polymathe cristallographe britannique John Desmond Bernal a introduit le terme « révolution scientifique et technique » (« scientific and technical revolution ») pour décrire le nouveau rôle que la science et la technologie vont jouer dans la société. Il a affirmé que la science devient une "force productive", en utilisant la théorie marxiste des forces productives. Après une certaine controverse, le terme a été repris par les auteurs et les institutions du bloc soviétique de l'époque. Leur but était de montrer que le socialisme était un foyer sûr pour la révolution scientifique et technique (« technologique » pour certains auteurs), désignée par l'acronyme STR (scientific and technical revolution). Le livre Civilization at the Crossroads, édité par le philosophe tchèque Radovan Richta (1969), est devenu une référence standard pour ce sujet.
Daniel Bell (1980) a contesté cette théorie et préconisé la société post-industrielle, ce qui conduirait à une économie de services plutôt que le socialisme. De nombreux autres auteurs ont présenté leurs points de vue, y compris Zbigniew Brzeziński (1976) avec sa « Technetronic Society ».

## L'information dans les activités sociales et économiques
La principale caractéristique de la révolution de l'information est le rôle économique, social et technologique croissant de l'information. Les activités liées à l'information n'ont pas abouti à la révolution de l'information. Elles existaient, sous une forme ou une autre, dans toutes les sociétés humaines, et finirent par devenir des institutions telles que l'Académie platonicienne, l'École péripatéticienne d'Aristote dans le Lycée, le Mouseîon et la Bibliothèque d'Alexandrie, ou les écoles d'astronomie babylonienne. La révolution agricole et la révolution industrielle ont vu le jour lorsque de nouveaux intrants d'information ont été produits par des innovateurs individuels ou par des institutions scientifiques et techniques. Pendant la révolution de l'information, toutes ces activités connaissent une croissance continue, tandis que d'autres activités axées sur l'information émergent.
L'information est le thème central de plusieurs nouvelles sciences apparues dans les années 1940, notamment la théorie de l'information de Shannon (1949) et la Cybernétique de Wiener (1948). Wiener a déclaré: « l'information est l'information, pas la matière ou l'énergie ». Cet aphorisme suggère que l'information devrait être considérée avec la matière et l'énergie comme la troisième partie constituante de l'Univers; l'information est véhiculée par la matière ou par l'énergie. Dans les années 1990, certains auteurs pensaient que les changements induits par la révolution de l'information entraîneraient non seulement une crise fiscale pour les gouvernements, mais aussi la désintégration de toutes les « grandes structures ».

## La théorie de la révolution de l'information
Le terme « révolution de l'information » peut se rapporter ou se confronter à des termes aussi répandus que la Révolution industrielle et la Révolution agricole. Notez, cependant, que vous pouvez préférer le paradigme mentaliste au matérialiste. Les aspects fondamentaux suivants de la théorie de la révolution de l'information peuvent être donnés,:
1. L'objet des activités économiques peut être conceptualisé selon la distinction fondamentale entre matière, énergie et information. Ceux-ci s'appliquent à la fois à l'objet de chaque activité économique, ainsi qu'à chaque activité économique ou entreprise. Par exemple, une industrie peut traiter de la matière (par exemple du fer) en utilisant de l'énergie et de l'information (technologies et processus de production, gestion, etc.).
2. L'information est un facteur de production (avec le capital, le travail, la terre), ainsi qu'un produit vendu sur le marché, c'est-à-dire une commodité). A ce titre, il acquiert une valeur d'usage et une valeur d'échange, et donc un prix.
3. Tous les produits ont une valeur d'usage, une valeur d'échange et une valeur informative. Ce dernier peut être mesuré par le contenu informationnel du produit, en termes d'innovation, de design, etc.
4. Les industries développent des activités génératrices d'informations, les fonctions dites de Recherche et développement (R&D).
5. Les entreprises et la société dans son ensemble développent les fonctions de contrôle et de traitement de l'information, sous la forme de structures de gestion; on les appelle aussi « travailleurs en col blanc », « bureaucratie », « fonctions managériales », etc.
6. Le travail peut être classé selon l'objet du travail, en travail d'information et en travail non-informatif.
7. Les activités d'information constituent un nouveau secteur économique important, le secteur de l'information avec les secteurs primaire, secondaire et tertiaire traditionnels, selon l'hypothèse des trois secteurs. Celles-ci doivent être reformulées car elles reposent sur les définitions ambiguës de Colin Clark (1940), qui inclut dans le secteur tertiaire toutes les activités qui n'ont pas été incluses dans les secteurs primaire (agriculture, sylviculture, etc.) et secondaire (fabrication)[10]. Le secteur quaternaire et le Secteur quinaire (en) de l'économie tentent de classer ces nouvelles activités, mais leurs définitions ne reposent pas sur un schéma conceptuel clair, bien que ce dernier soit considéré par certains comme équivalent au secteur de l'information.
8. D'un point de vue stratégique, les secteurs peuvent être définis comme le secteur de l'information, les moyens de production, les moyens de consommation, étendant ainsi le modèle classique Ricardo-Marx du mode de production capitaliste (voir Influences sur Karl Marx (en)). Marx a souligné à plusieurs reprises le rôle de « l'élément intellectuel » dans la production, mais n'a pas réussi à lui trouver une place dans son modèle[11],[12].
9. Les innovations résultent de la production de nouvelles informations, de nouveaux produits, de nouvelles méthodes de production, de brevets, etc. La diffusion des innovations manifeste des effets de saturation (terme apparenté: saturation du marché), suivant certains cycles et créant des « vagues économiques » dénommées « cycles économiques ». Il existe différents types de vagues, comme la vague Kondratiev (54 ans), le swing Kuznets (18 ans), le cycle Juglar (9 ans) et Cycle Kitchin (environ 4 ans, voir aussi Joseph Schumpeter) dont on établit la distinction selon leur nature, leur durée, et ainsi, leur impact économique.
10. La diffusion des innovations provoque des changements sectoriels structurels dans l'économie, qui peuvent être fluides ou créer des crises et des renouveaux, un processus que Joseph Schumpeter appelait vivement «destruction créatrice».

D'un point de vue différent, Irving E. Fang (1997) a identifié six « révolutions de l'information »: l'écriture, l'imprimerie, les mass-médias, le divertissement, le « hangar à outils » (que nous appelons « chez nous » maintenant) et l'autoroute de l'information. Dans ce travail, le terme « révolution de l'information » est utilisé dans un sens étroit, pour décrire les tendances dans les médias de communication.

## Mesure et modélisation de la révolution de l'information
Porat (1976) a mesuré le secteur de l'information aux États-Unis en utilisant l'analyse entrée-sortie; L'OCDE a inclus des statistiques sur le secteur de l'information dans les rapports économiques de ses pays membres. Veneris (1984, 1990) a exploré les aspects théoriques, économiques et régionaux de la révolution informationnelle et a développé un modèle informatique de simulation de dynamique des systèmes,.
Ces travaux peuvent être considérés comme suivant le parcours initié par Fritz Machlup qui, dans son livre The Production and Distribution of Knowledge in the United States (1962), affirme que « l'industrie du savoir représente 29 % du PIB américain »,en quoi il a vu la preuve que l'ère de l'information avait commencé. Il définit la connaissance comme une marchandise et tente de mesurer l'ampleur de la production et de la distribution de cette marchandise dans une économie moderne. Machlup divise l'utilisation de l'information en trois classes: connaissance instrumentale, intellectuelle et passe-temps. Il a également identifié cinq types de connaissances : les connaissances pratiques ; la connaissance intellectuelle, c'est-à-dire la culture générale et la satisfaction de la curiosité intellectuelle ; la connaissance du passe-temps, c'est-à-dire la connaissance satisfaisant la curiosité non intellectuelle ou le désir de divertissement léger et de stimulation émotionnelle ; connaissance spirituelle ou religieuse ; connaissance non désirée, accidentellement acquise et retenue sans but».
Des estimations plus récentes ont permis d'obtenir les résultats suivants:
- la capacité technologique mondiale à recevoir des informations par le biais des réseaux de diffusion à sens unique a augmenté à un taux de croissance annuel composé soutenu de 7 % entre 1986 et 2007;
- la capacité technologique mondiale de stockage de l'information a augmenté à un taux de croissance annuel composé soutenu de 25 % entre 1986 et 2007;
- la capacité effective du monde à échanger des informations par le biais de réseaux de télécommunication bidirectionnels a progressé à un taux de croissance annuel composé soutenu de 30% au cours des deux mêmes décennies;
- la capacité technologique mondiale de calcul de l'information à l'aide d'ordinateurs à usage général à guidage humain a augmenté à un taux de croissance annuel composé soutenu de 61 % au cours de la même période[17].